# بنی حسین (استان سطیف)
بنی حسین (استان سطیف) (به عربی: بنی حسین) یک شهرداری در الجزایر است که در استان سطیف واقع شده‌است.